# Délices
Délices est un village et une mine d'or de la commune de Mana, en Guyane. La mine d'or est exploitée par le Groupe Minier Auplata. Délices est l'un des plus grands placers de la région. Délices est situé sur la rivière Acarouany qui est localement fortement polluée au mercure.